# Hexatoma (Eriocera) californica
Hexatoma (Eriocera) californica is een tweevleugelige uit de familie steltmuggen (Limoniidae). De soort komt voor in het Nearctisch gebied.